# Russula subsect. Foetentinae
Russula subsect. Foetentinae ist eine Untersektion aus der Gattung Russula, die innerhalb der Sektion Ingratae steht.

## Merkmale
Die Arten der Untersektion sind mittelgroß bis groß, mit einem Hutdurchmesser von 15 bis zu 25 cm und haben einen starken, meist unangenehmen Geruch. Einige Arten riechen aber auch angenehm nach Bittermandel oder Anis. Der Hutrand ist scharfrandig und grob höckerig gerieft oder gefurcht. Der Stiel ist fest, aber spröde und wird im Alter meist hohl. Der Hut ist oft gelbbraun gefärbt, was typisch für diese Untersektion ist. Er kann aber auch rostbraun oder schmutzig braun gefärbt sein. Die Huthaut ist meist stark gelifiziert, weshalb sie bei feuchtem Wetter oft klebrig oder schleimig ist.

### Mikroskopische Merkmale
Die Sporen sind für die Gattung recht groß, oft größer als 10 µm und sie sind oft stark ornamentiert. Sie sind entweder auffällig geflügelt oder mit groben dornigen Warzen besetzt. Spindelförmige oder flaschenförmige Dermatozystiden in der Huthaut sind typische mikroskopische Merkmale. Sie färben sich mit Sulfovanillin nicht oder nur schwach an. In der Huthaut dominieren Membranpigmente.
- Die Typart ist Russula foetens, der Stink-Täubling.[1][2][3]

### Systematik
Bon versteht unter der Untersektion Foetentinae die Gruppe um den Stink-Täubling (Russula foetens). Seine Untersektion entspricht der Gruppe Foetens bei Romagnesi und dem gleichnamigen Strip bei Singer. Romagnesis Sektion und Singers Untersektion Foetentinae entsprechen Bons Sektion Ingratae und schließen die Untersektion Pectinata, die Gruppe um den Schärflichen Kamm-Täubling (R. pectinata) mit ein. Bei Sarnari umfasst die Untersektion Foetentinae ebenfalls Bons Foetentinae und Pectinata, aber ohne den Milden Kamm-Täubling R. insignis, den er in eine eigene Untersektion Subvelatae stellt. 
Unterstützt wird diese Einteilung zum Teil auch durch molekulare Daten, auch wenn sich die Daten von verschiedenen Arbeitsgruppen hier noch widersprechen. Immerhin gibt es Hinweise, dass der Mandel-Täubling (Russula grata) und der Stink-Täubling eine Schwestergruppe zum Camembert-Täubling (R. amoenolens) bilden, der in der Untersektion Pectinata steht. Da Foetentinae und Pectinata sich aber auch in ihrer Mykorrhizaanatomie unterscheiden, scheint Bons Trennung der Gruppen in zwei eigene Untersektionen gerechtfertigt.
| Deutscher Artname             | Wissenschaftlicher Artname          | Autor                          |
| ----------------------------- | ----------------------------------- | ------------------------------ |
| Stink-Täubling                | Russula foetens                     | Pers. (1796)                   |
| Gilbender Stink-Täubling      | Russula subfoetens                  | Wm.G. Sm. (1873)               |
| Mandel-Täubling               | Russula grata (Syn. R. laurocerasi) | Britzelm. (1898) Melzer (1920) |
| Morse-Täubling                | Russula illota                      | Romagn. (1954)                 |
| Starkduftender Stink-Täubling | Russula fragrantissima              | Romagn. (1967)                 |